# Минги тау (журнал)
Минги Тау (с карач.-балк. — «Вечная гора») — издающийся в Кабардино-Балкарии литературно-художественный и общественно-публицистический журнал на балкарском и русском языках. Издаётся с 1958 года. Является одним из наиболее тиражируемых (1500 экземпляров) и популярных средств массовой информации в республике.
Издателем журнала является Государственное казённое учреждение Кабардино-Балкарской Республики «КБР-Медиа».
Издание журнала неразрывно с историей балкарского народа. После реабилитации и возвращении из Казахстана назад Указом Президиума Верховного Совета РСФСР было принято решение о выпуске журнала «Ошхамахо» и альманаха «Шуёхлукъ» (с карач.-балк. — «Дружба»). Это было значимым событием для творческой интеллигенции всей Кабардино-Балкарии, в особенности для балкарцев. Первым редактором издания стал  народный поэт Кабардино-Балкарии Керим Сарамурзаевич Отаров. Следом за ним в разные годы редакцию возглавляли Берт Гуртуев, Магомет Мокаев, Ибрагим Бабаев, Абдуллах Бегиев и другие. В первом номере были опубликованы стихотворения Кязима Мечиева «Ленин», произведения Саида Шахмурзаева, Кайсына Кулиева и других известных писателей того времени. Уже во втором номере большое место было уделено молодым писателям, таким как Танзиля Зумакулова, Осман Балаев, Алим Теппеев, которые порадовали своими произведениями всех любителей поэзии. В следующем номере альманаха была опубликован  всемирно известная повесть Михаила Шолохова «Судьба человека» в переводе на карачаево-балкарский язык под руководством Ахии Ульбашева. Второй редактор журнала Берт Гуртуев старался разнообразить жанровое содержание издания, совместно с редколлегией публиковал новые произведения наших молодых авторов. В частности, именном при нём публиковались фельетоны, художественные очерки и переводы произведений народов Кавказа на карачаево-балкарский язык.
В 2015 году журнал стал учредителем Государственного комитета по печати и массовым коммуникациям «Союз писателей КБР». А в 2019 году перешёл под управление ГКУ «КБР-Медиа».